# Beltransgaz
La Beltransgaz est une société gazière biélorusse appartenant à Gazprom. La société, possédant de nombreux gazoducs pour le gaz naturel, a pour but d'entreprendre le transport du gaz sur le sol biélorusse.

## Les gazoducs deBeltransgaz
Au 1er janvier 2004, Beltransgaz possédait 6 955,5 km de gazoducs dont 3 522 km de tubes de transfert, 3 433,7 km pour la distribution des tubes. Le diamètre de ces gazoducs varie entre 100 mm et 1 400 mm. Par ces gazoducs, le gaz est acheminé de la Russie vers la Biélorussie et d'autres pays vers d'autres pays.
Le géant gazier russe Gazprom souhaitait contrôler Beltransgaz  car la Biélorussie serait en mesure, indépendamment de la capacité à payer la Russie, de remplir la canalisation et d'investir dans l'augmentation de la capacité de transport par gazoducs.
Minsk a donc soutenu que ses gazoducs resteraient sous contrôle biélorusse car l'exploitation des tubes de transit lui donne un pouvoir de négociation dans le prix du gaz. La Biélorussie a ainsi réussi à maintenir le prix du gaz à 50 dollarsUS alors que de nombreux autres pays ayant Gazprom en tant qu'autre fournisseur de gaz ont vu les tarifs augmentés. En effet, les prix furent plus proches de ceux d'Europe occidentale. Ces prix-là, qui ne sont guère plus préférentiel comme ça a été le cas jusque-là, sont influencés par les prix du marché suite de l'évolution des prix du pétrole. D'ailleurs, à  la fin de 2005, lors de négociations sur le gaz, la Biélorussie a réussi à préserver le gaz à faible prix d'achat.

## L'intérêt du RusseGazprompour le BiélorusseBeltransgaz
Cependant, en 2006, Gazprom restait prête à maintenir des prix préférentiels concernant le gaz pour la Biélorussie à la seule condition que Beltransgaz et Gazprom forment une entreprise commune. Minsk a demandé de maintenir sa position dominante dans Beltransgaz. Le président biélorusse Loukachenko a appelé Gazprom à payer le prix du marché pour Beltransgaz.
« Si vous souhaitez privatiser [en Biélorussie], puis verser de l'argent, et payer la valeur de marché. Le Deal serait honnêtement de ne pas ruiner nos pays. Nos échanges commerciaux avec la Russie est aujourd'hui dans le pire état. Nous encourons de lourdes pertes à cause des taxes russes [sur les combustibles livrés aux pays de la CEI]. Nous voulons être traités comme des alliés. Si ce n'est pas entendu, nous serons poussés loin de l'idée que nous devrions être ensemble. »
En mars 2006, lors d'une réunion entre Alexei Miller, président de Gazprom, Alexander Agejevin, ministre biélorusse de l'Énergie, et le directeur général de Beltransgaz, Miller a déclaré que : « la Biélorussie, en 2007, achètera le gaz naturel au prix de l'Europe occidentale et le fait que la Biélorussie doit présenter son remboursement en avril 2007 au plus tard. »

## Beltransgaz-Gazprom
Fin 2006, la Biélorussie avait ardemment négocié le prix de son gaz, qu’elle payait jusqu’à cette date 47 dollars US pour 1 000 m3 (contre plus de 250 dollars US alors sur le marché européen). Menaçant de couper les robinets à moins d’obtenir le prix demandé, la Russie a obtenu un accord final in extremis le 31 décembre 2006 à un prix de 100 dollars US pour 1 000 m3.
De plus, à cette occasion, la Russie a obtenu une compensation en 50 % de titres dans Beltransgaz (dont le montant de 5 milliards de dollars US est estimé surévalué par les experts russes).
Gazprom et le gouvernement biélorusse ont également signé une annexe au protocole portant création de l'organisation conjointe russo-biélorusse de transport, de fournitures et de transit de gaz naturel en date du 31 décembre 2006.
En vertu de l'accord signé le 31 décembre 2006 entre Gazprom et Beltransgaz, le russe Gazprom livrera en 2007 à la Biélorussie 21,8 milliards de mètres cubes de gaz. Le contrat définit le prix du gaz pour l'année en cours : 100 dollars US les 1 000 m3. Dans quatre ans, le gaz russe sera vendu à la Biélorussie au prix de marché. Quant au transit du gaz russe par le territoire biélorusse vers l'Europe en 2007, lui, il s'élèvera à 45,8 milliards de mètres cubes par an, dont par le grand gazoduc d'exportation Iamal-Europe à 30 milliards de mètres cubes.
Beltrangaz est donc désormais possédée par son homologue russe Gazprom.
Gazprom et le Comité d'État biélorusse pour les Biens publics ont signé le 15 mai 2007 le contrat d'achat-vente sur des participations de la société Beltransgaz. Les versements seront réalisés à parts égales entre 2007 et 2010, laps de temps durant lequel Gazprom acquerra 12,5 % des actions de Beltransgaz par an. Depuis décembre 2011, Gazprom détient 100 % du capital de la société.